# Гавайські вулкани (національний парк)
Націона́льний па́рк «Гавайські вулкани» (англ. Hawai's Volcanoes National Park) — національний парк у США, заснований в 1916 на Гавайських островах, де впродовж сотень тисяч років процеси вулканізму, міграції і еволюції створили унікальну екосистему та самобутню культуру. Парк містить різноманітні природні середовища, розташовані від рівня моря до вершини найвищого вулкану Землі Мауна-Лоа заввишки 4172 м. Кілауеа, один з діючих вулканів, наочно показує, як виникли Гавайські острови, і як були створені їх видовищні ландшафти. Парк охоплює приблизно 1348 км² площі на о. Гаваї.

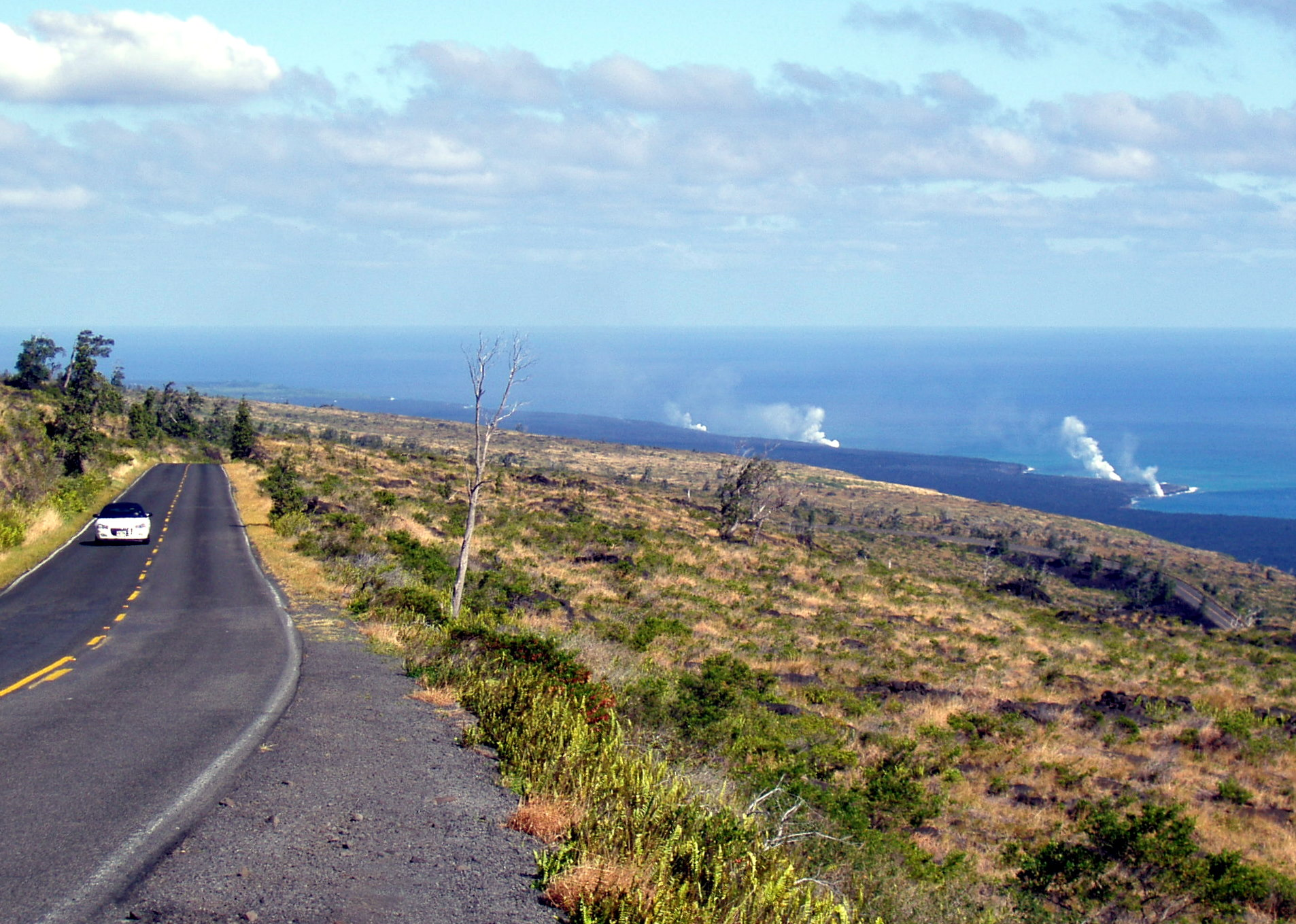
Лава сповзає в океан

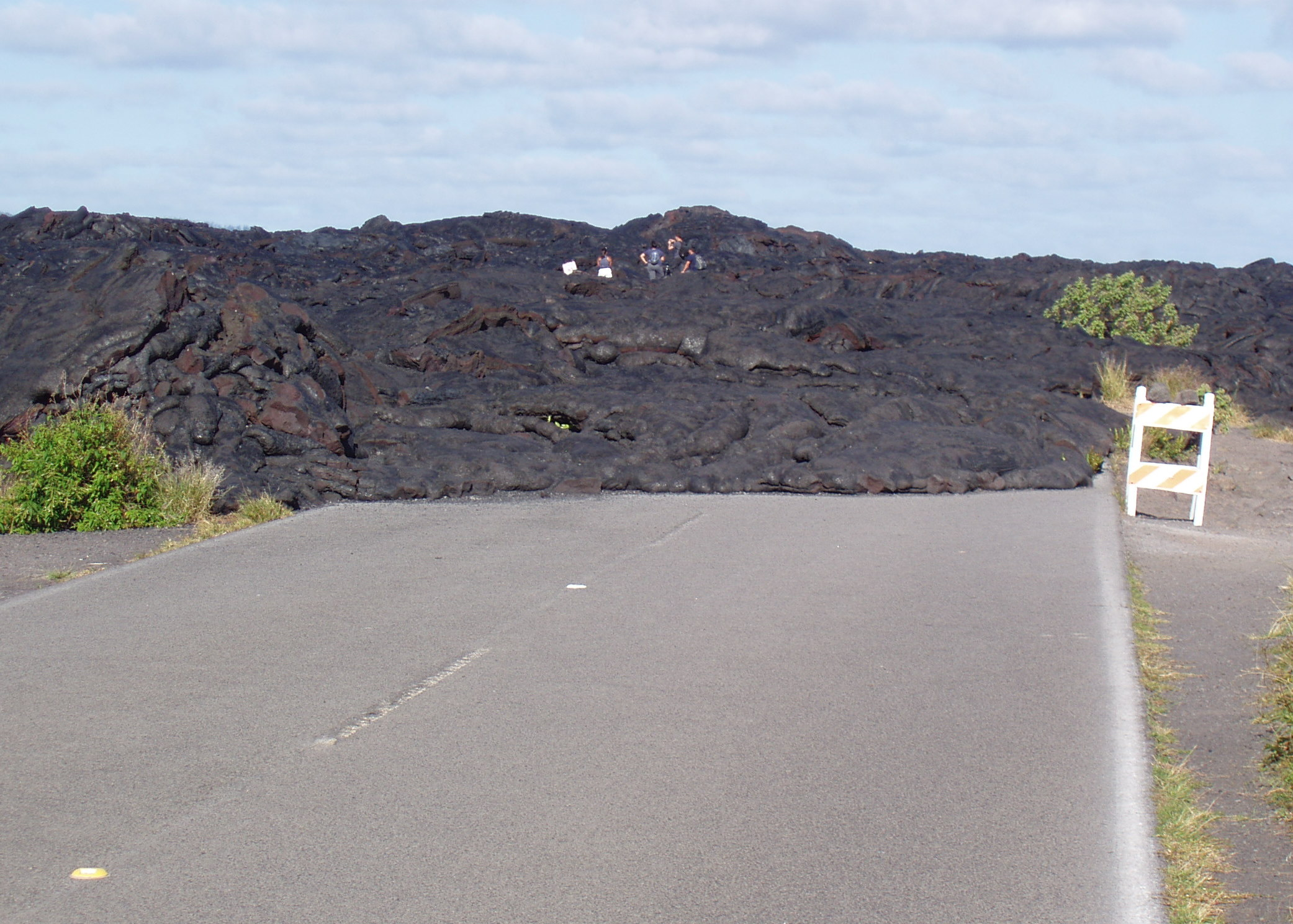
Лава блокує дорогу

У парку, з основ його гір на дні океану по їх вершин у небі,— ціле розмаїття ландшафтів. Парк пропонує відвідувачам неозорі вулканічні краєвиди, а туристам — небуденні екскурсійні маршрути та екзотичні кемпінги.